# Симентон (Пенсилванија)
Симентон (енгл. Cementon) насељено је место без административног статуса у америчкој савезној држави Пенсилванија.

## Демографија
По попису из 2010. године број становника је 1.538.
| Група             | 2000.    | 2010.         |
| Белци             | 0 (0,0%) | 1.339 (87,1%) |
| Афроамериканци    | 0 (0,0%) | 37 (2,4%)     |
| Азијати           | 0 (0,0%) | 31 (2,0%)     |
| Хиспаноамериканци | 0 (0,0%) | 106 (6,9%)    |
| Укупно            | 0        | 1.538         |